# MÁV-Baureihe 301
Die MÁV-Baureihe 301 war eine Schnellzug-Schlepptenderlokomotivreihe der Ungarischen Staatsbahn MÁV für den Schnellzugverkehr auf Hauptbahnen von Budapest aus.

## Geschichte
Um 1910 stieg der Reiseverkehr in ganz Europa, und somit auch in Ungarn, stark an. Die steigenden Zuggewichte verlangten nach einer stärkeren Lokomotive als der Reihe 220. Gleichzeitig mit den neuen Pacific-Lokomotiven der westeuropäischen Eisenbahnen erschien um 1911 in Ungarn die schwere dreifachgekuppelte Schnellzuglokomotive Reihe 301 dieser Bauart.
Die Lokomotive wurde in zweierlei Ausführung gebaut: als Vierlings- und als Vierzylinder-Verbundmaschine. Es wurden 1911 je zwei Maschinen gebaut, um Vergleichsfahrten zwischen beiden Ausführungen durchführen zu können. Obwohl die Verbundmaschine bezüglich Leistung und Verbrauch der Vierlingsmaschine, bei der alle vier Zylinder Frischdampf erhielten, überlegen war, entschied man sich für die Serie auf Grund der besseren Bedienbarkeit und Wartung für die Vierlingsausführung.
Die Lokomotiven der Reihe 301 bewährten sich im Betrieb vollkommen und hätten die Traktionsansprüche der schweren Schnellzüge voll befriedigen können. Die Zugförderung erreichte mit diesen Lokomotiven bei den MAV einen ihrer Höhepunkte. Der Erste Weltkrieg verhinderte die Beschaffung weiterer Einheiten.
Bei einer Probefahrt beförderte eine Lok auf der Strecke von Budapest nach Bratislava einen Schnellzug von 700 t innerhalb von 145 Minuten, wobei auf ebener Strecke 120 km/h erreicht wurde. Planmäßig beförderte sie auf dieser Strecke 440 t mit 90 km/h. Sie galt vor dem Ersten Weltkrieg als eine der stärksten und schönsten Dampflokomotiven Europas und erregte gebührendes Aufsehen.
Lok 301.001 wurde beim Eisenbahnattentat Biatorbágy im September 1931 schwer beschädigt und anschließend ausgemustert. Einige Lokomotiven dieser Reihe verschlug es auch nach Rumänien. 
Die Maschinen dieser Baureihe erreichten Lebensalter um die 50 Jahre. 1966–1968 waren sie ausgemustert und zum größten Teil verschrottet. Zwei Fahrzeuge, die 301.006 und die 301.016, blieben erhalten, eine davon im Bahnhistorischen Park Budapest.

## Technische Merkmale
Die Lokomotiven waren zur damaligen Zeit, noch hervorgehoben durch ihr Aussehen, besonders eindrucksvolle Maschinen. Ihr wuchtiges Aussehen, die konische Rauchkammertür und das Windschneideführerhaus unterstrichen noch zusätzlich die erreichten Zugleistungen.
Die angegebenen technischen Daten beziehen sich auf die Vierlingsmaschine, die Verbundmaschine hatte geringe Abweichungen. Der Antrieb aller Maschinen wurde in der Zweiachsausführung nach de Glehn ausgeführt. Die äußeren Zylinder arbeiteten auf die zweite Achse, die inneren auf die als Kropfachse ausgebildete erste Achse.
Die Lokomotiven besaßen auffallend große Rost- und Heizflächen. Der Kesseldruck betrug bei den Vierlingsmaschinen 12 bar, bei den Verbundmaschinen 16 bar. Das Verhältnis von 1/50 zwischen Rost- und Heizfläche deutet auf die Verwendung von ungarischer Kohle mit mittlerem Heizwert hin.
Bei diesen Maschinen wurde zum ersten Mal ein federbelastetes Kesselsicherheitsventil verwendet, welches eine Verbesserung gegenüber dem Pop-Ventil darstellt.